# Sherpur Sadar Upazila
Sherpur Sadar Upazila är ett underdistrikt i Bangladesh.   Det ligger i provinsen Dhaka, i den centrala delen av landet, 150 km norr om huvudstaden Dhaka.
Trakten runt Sherpur Sadar Upazila består till största delen av jordbruksmark. Runt Sherpur Sadar Upazila är det mycket tätbefolkat, med 1 411 invånare per kvadratkilometer.